# Адамчовиці
Адамчовиці (пол. Adamczowice) — село в Польщі, у гміні Клімонтув Сандомирського повіту Свентокшиського воєводства.
Населення — 205 осіб (2011).
У 1975-1998 роках село належало до Тарнобжезького воєводства.

## Демографія
Демографічна структура на день 31 березня 2011 року:
|          | Загалом | Допрацездатний вік | Працездатний вік | Постпрацездатний вік |
| -------- | ------- | ------------------ | ---------------- | -------------------- |
| Чоловіки | 101     | 24                 | 65               | 12                   |
| Жінки    | 104     | 24                 | 55               | 25                   |
| Разом    | 205     | 48                 | 120              | 37                   |